# Ярощук, Ефим Арсентьевич
Ефим Арсентьевич Ярощук (1922 год, с. Сереховичи, Волынское воеводство, Польша — апрель 1972) — советский государственный деятель, председатель Волынского облисполкома (1956—1972). По профессии — школьный педагог. Участник Великой Отечественной войны.

## Биография
Член ВКП(б) с 1946 г. В 1949 г. окончил Львовскую областную партийную школу, в том же году — Львовский государственный педагогический институт (заочно).
- 1940—1941 гг. — учитель Дрозднянской школы, директор Волошкинской неполной средней школы (Ковельский район Волынской
- области),
- 1942—1945 гг. — учитель средней школы № 2 (Ишимбай Башкирской АССР),
- 1944—1945 гг. — участник Великой Отечественной войны,
- 1945 г. — учитель Сереховичской неполной средней школы (Волынская область),
- 1945—1946 гг. — директор Ковельской средней школы № 3 (Волынская область),
- 1946 г. — заведующий Ковельским районным отделом народного образования (Волынская область),
- 1953 г. — заведующий Волынским областным отделом народного образования,
- 1954—1956 гг. — заместитель председателя исполнительного комитета Волынского областного Совета.

С 1956 г. — председатель исполнительного комитета Волынского областного Совета.
Кандидат в члены ЦК КП Украины (1956—1960), член Ревизионной комиссии КП Украины (1960—1972).